# Sympetrum villosum
Sympetrum villosum är en trollsländeart som beskrevs av Friedrich Ris 1911. Sympetrum villosum ingår i släktet ängstrollsländor, och familjen segeltrollsländor. Inga underarter finns listade i Catalogue of Life.